# Коли вмирає Безсмертний
«Коли вмирає Безсмертний»  — науково-фантастичний роман, політична сатира українського радянського письменника і поета Юрія Герасименка.
Події розгортаються на вигаданій планеті Щактиф, куди вирушає головний герой. Він виявляє на Щактифі формально демократичне суспільство, що насправді має кастовий устрій і придушує будь-яке вільнодумство.

## Зміст
Події відбуваються у майбутньому, коли існує єдина держава — Соціалістична Земля. Встановлено регулярне сполучення з Місяцем, Марсом і космічною станцією на Венері. П'ять років тому (у 19.. — рік не називається) з місячного космодрому стартував до далекої планетної системи зорі N трансгалактичний лайнер «В-18». пілотований Іваном Бідилом. І ось на Землі отримали повідомлення «Говорить „В-18“… Бідило… Не ждіть… Всі три не діють… Прощайте…».
Виявляється, що на космічному кораблі Бідили відмовили 3 двигуни, і він не в змозі відправити ще якесь повідомлення на Землю. Він потрапляє на планету Щактиф і опиняється в очільника безпеки Купхейпа, який вороже ставиться до Бідило. Спілкуються вони, одягаючи шолом на голову та відтворюючи думки у вигляді фільму на екрані. Незабаром за допомогою спеціального приладу, що нагадував рефлектор, Іван Бідило вивчає місцеву мову. Діставши одну з книг Щактифу, землянин дізнається, що все на планеті створив якийсь Безсмертний або Сонячний Вседержитель, а правлять планетою «надістоти», яких звуть свідками Безсмертного. На нижчій соціальній ланці перебувають шкуфи (робітники).
Виявляється, назва Щактиф перекладається як «Блаженний спокій». Гроші платять тільки за службу, за фізичну працю лише годують і одягають. Найбільшу платню отримують перукарі. Причому перукарі тільки називаються перукарями, це почесне звання, що говорить про причетність до партії Прогресивних Перукарів. Бідило зрозумів, що кожна з цих, нібито громадських, корпорацій часто виконує функції активної автономно діючої контррозвідки й що найвпливовішою організацією серед них вважається Легіон Любові. А загалом усі структури підпорядковуються невідомому Хичу XIX Мислячому.
Своєю чергою щактифець Купхейп за наказом Вищої Ради Слуг досліджує Бідило, у якого виявляється є душа, що не підпадає під жодний тип души відомої Купхейпу. Втім душа Бідила схожа на душу шхуфа, хворого на другу стадію хакахо, що становить небезпеку для володарів Щактифа. Для вирішення цього Купхейп будує спеціальний апарат для перетворення такої душі на душу вірного слуги. Надалі заплановано відправити космічний флот на підкорення Землі. Для цього також знадобиться пристрій Купхейпа, за допомогою якого психологічно підкорити землян.
Продовжуючи вивчати життя та суспільство Щактифу, Бідило час від часу зустрічає таємниче сяйво, з якої йдуть заклики смерті Безсмертному і Хичу. Також він дізнається про якийсь рух несхильників. Чакт, син Купхейпа, друг шхуфів й рятівник Бідила, якого планувалося передати Легіону Любові, розповів як тисячі років тому слуги Безсмертного в результаті всепланетної священної війни (аптахетопу) об'єднали усі держави півкулі в єдину, але інша півкуля не підкорилася (мешканці Щактифу вважають, що там постійна темрява й злиденне життя). Їхні проповіді є перевернутими християнськими проповідями. Так, є «Возлюби хазяїна свого, не пошкодуй для нього ні дружини, ні дітей своїх». Втім з 69 загонів свідків Безсмертного залишилося 54, інші кудись зникли. Було створено Світлову завісу, внаслідок чого над Щактифом завжди сонячно. Усе суспільство було поділено на 4 стани (кола): свідки, служителі, воїни (хичисти) і шкуфи. Кожному стану дозволено носити певний одяг та займатися визначними речами. Усі повинні здійснювати щоденні схиляння, при цьому їх розум обробляється тетраедрами, звідки йде особливий дзвін. Згодом було заборонено логіку, філософію та інтимну лірику. За Хича XIX державу було поділено 69 секторів, кожний з яких своєю чергою поділяється на 69 провінцій. Сектори, провінції, їхні столиці мають лише цифрові назви. Наприклад, столиця Чотирнадцятого Сектора — Місто-14, столиця Третьої Провінції П'ятнадцятого Сектора — Місто-15-3. Тепер Департамент Державної Арифметики розробляє Законопроєкт про перейменування всіх живих істот планети. Всі імена, прізвища та прізвиська мислячих організмів і тварин будуть замінені на цифрові назви. В парламенті діють фракції цапестів (прогресивна) і цопістів (передова), але функції номінальні.
З часом Бідило встановлює зв'язок з рухом несхильників, представник якого Орро розповідає, що корінне населення, вамби, називають планету Зірбен. Звичайне населення (шукфи) розмовляють вамбською мовою, а свідки й служителі — щактифською, штучною, мовою. Також виявляється, що світло забезпечує не Завіса, а збудовані реактивні установки, що уповільнили рух планети, поставивши Щактиф боком до сонця, яке випалило фіалкові ліси. Свідки безсмертного досі живі, вони харчуються скейпом (енергією мозку).
Бідило зрештою потрапляє до табору несхильників, що готують загальне повстання проти свідків Безсмертного. Втім їх місцезнаходження викрито. Легіонери Любові схоплюють Бідило. В цей час почалося повстання шхуфів, до яких доєдналися частини війська. Бої почалися в столиці держави. Дуже швидко влада переходить від Хича XIX до інших, які імітуючи реформи та міняючи прапори намагаються зберегти поточну систему. Втім повстання шхуфів триває. На відвойованих землях утворюють самостійні революційні держави. Їх підтримує Еоп, держава поза Світлою завісою. Зрештою усі революційні війська підійшли до Палацу Безсмертного, який оточено незнищенним силовим полем. Лише шхуфу з Великого кільця, останній опорі Безсмертного вдалося відключити поле.
Зрештою виявляється, що Безсмертний — це робот у вигляді скорпіона, якого створили місцеві генії для поглинання скейпу, завдяки чому той взяв контроль над свідками (ідея створення Безсмертного належала їм) й усією планетою. З часом свідки від енергії перетворилися на безтілесні створіння, що плазували перед Безсмертним. Але той живився через спеціальні канали, що йшли усім Щактифом. Знищивши всі канали, було знищено Безсмертного. В результаті створено Всепланетну комісію, що відновила обертання планети навколо сонця. Назву планету змінили на Вамбія, було знищено усі завіси. Іван Бідило повертається на Землю.

## Характеристика
В. Холод та С. Мушник стверджували, що в її основі, — сатира на капіталістичний світ. Така думка була звична в часи Радянського Союзу, де в критиці відносин чи держави вбачали західне суспільство. Так, на думку С. Мушника, «пародією на буржуазну двопартійну систему».
Натомість дослідник О. Марков розглядає в повісті вплив тенденції розвінчання культу Сталіна, яку розпочав Микита Хрущов. Це більше відповідає дійсності, оскільки світ Щактифу є тоталітарним, а Щактиф становить номінальну федерацію з країн (кожна має номер) — алюзія на фіктивну федерацію Радянського Союзу. Присутня критика про недолугих чиновників, зокрема є алюзія на радянського міністра культури К. Фурцеву (в книзі перукар керує літературою на посаді цензора поезії). В книзі також висміюється радянська звичка до святкування різних ювілеїв. При цьому Соціалістична земля зображена в ідеалізованому світлі, як авторові мріявся справжній комунізм.